# SPV GmbH
SPV GmbH es un sello discográfico independiente alemán fundado en 1984 como distribuidor alemán de Roadrunner Records. 
A través de su historia este sello ha crecido lentamente hasta ser uno de los mayores distribuidores independientes y sellos discográficos de Europa. 
Este sello tiene además otras sub-discográficas. Entre estas sub-discográficas incluyen a sellos de heavy metal, tales como Label Steamhammer, Synthetic Symphony, Oblivion, SPV Recordings, Audiopharm; y el sello de rock alternativo InsideOut Music.
El sello Spv inició los trámites el 24 de mayo de 2009 para declararse insolvente. El día 27 del mismo mes el tribunal del distrito de Hanover aceptó la petición. Tal como declara su gerente, Manfred Schütz, el sello continuará en activo distribuyendo y produciendo de forma natural.
Entre las grandes bandas que han compuesto música en SPV GmbH cabe mencionar a Whitesnake, Motörhead, Helloween, King's X, Judas Priest, Sepultura, Hatesphere, Dio, Iced Earth, Annihilator, B L A Z E y Type O Negative. 

## Bandas
A continuación una lista de bandas que han compuesto música en SPV GmbH:
| - Adaro - Ace Frehley - Albert Hammond - Al Di Meola - Alternative Allstars - Amplifier - Anfall - Angra - Annihilator - Arena - Atrocity - Axel Rudi Pell - Ayreon - Alice Cooper - Bad Religion - Beyond Fear - Biohazard - Blackfield - Blackmore's Night - B L A Z E - Böhse Onkelz - Borknagar - Brainstorm - Brazen Abbot - Bush - Capoeira Twins | - Calvin Russel - Carl Carlton and the Songdogs - Chassalla - Chris de Burgh - Chris Farlowe - Chris Spedding - Chthonic - Company of Snakes - Covenant - Cradle of Filth - Demons and Wizards - Destruction - Dew-Scented - Die Verbannten Kinder Evas - Doro - Dreadful Shadows - Dry Kill Logic - Engel - Enslaved - Fields of the Nephilim - Freedom Call - Gamma Ray - Nina Hagen - Hatesphere - Helloween - Iced Earth - Illnath - Kamelot | - Kreator - Lucyfire - Magnum - Metal Church - Mob Rules - Monster Magnet - Moonspell - Motörhead - Oceansize - Powers Court - The Quireboys - Rhapsody of Fire - Sara Noxx - Sepultura - Skinny Puppy - Sodom - Stream of Passion - Summoning - Tristania - Type O Negative - Unleashed - Vintersorg - Whitesnake - Zebrahead |